# Phlegethontioidea
Phlegethontioidea — це клада аїстоподих тетраподоморфів, що включає родини Phlegethontiidae та Pseudophlegethontiidae. Це таксон на основі стебла, визначений у філогенетичних термінах як усі аїстоподи, які мають більш недавнього спільного предка з Phlegethontia, ніж Oestocephalus.